# Флен
Флен (на шведски: Flen) е град в централна Швеция, лен Сьодерманланд. Главен административен център на едноименната община Флен. Намира се на около 120 km на югозапад от столицата Стокхолм и на 50 km на северозапад от Нюшьопинг. Населението на града е 6229 жители според данни от преброяването през 2010 г.